# كول سبراوس
كول سبراوس (بالإنجليزية: Cole Sprouse) (و. 1992  م) هو ممثل أمريكي، ولد في أريتسو-ايطاليا، بدأ مشواره المهني سنة 1993.

## التعليم
تعلم في جامعة نيويورك، في تخصص علم الآثار.

## جوائز
حصل على جوائز منها:
- جائزة اختيار المراهقين.

## وصلات خارجية
- كول سبراوس على موقع IMDb (الإنجليزية)
- كول سبراوس على موقع ميتاكريتيك (الإنجليزية)
- كول سبراوس على موقع روتن توميتوز (الإنجليزية)
- كول سبراوس على موقع ألو سيني (الفرنسية)
- كول سبراوس على موقع ميوزك برينز (الإنجليزية)
- كول سبراوس على موقع أول موفي (الإنجليزية)
- كول سبراوس على موقع إن إن دي بي (الإنجليزية)
- كول سبراوس على موقع ديسكوغز (الإنجليزية)
- كول سبراوس على موقع قاعدة بيانات الفيلم (الإنجليزية)
- كول سبراوس على موقع كينوبويسك (الروسية)

- كول سبراوس في قاعدة بيانات الأفلام على الإنترنت